# Pulga Bridges
Die Pulga Bridges sind zwei übereinander verlaufende Brücken über den North Fork Feather River in der Nähe des namensgebenden gemeindefreien Gebietes Pulga in Butte County, Kalifornien. Die untere eingleisige Eisenbahnbrücke aus dem Jahre 1909 führt die Canyon Subdivision der Union Pacific Railroad und ist Teil der Feather River Route zwischen Oakland und Salt Lake City. Die obere Straßenbrücke wurde 1932 fertiggestellt und führt zwei Fahrstreifen der California State Route 70 (SR 70), die der Eisenbahnstrecke bis zum Beckwourth Pass durch den Feather River Canyon folgt und größtenteils auf der jeweils gegenüberliegenden Canyonseite verläuft.

## Eisenbahnbrücke von 1909

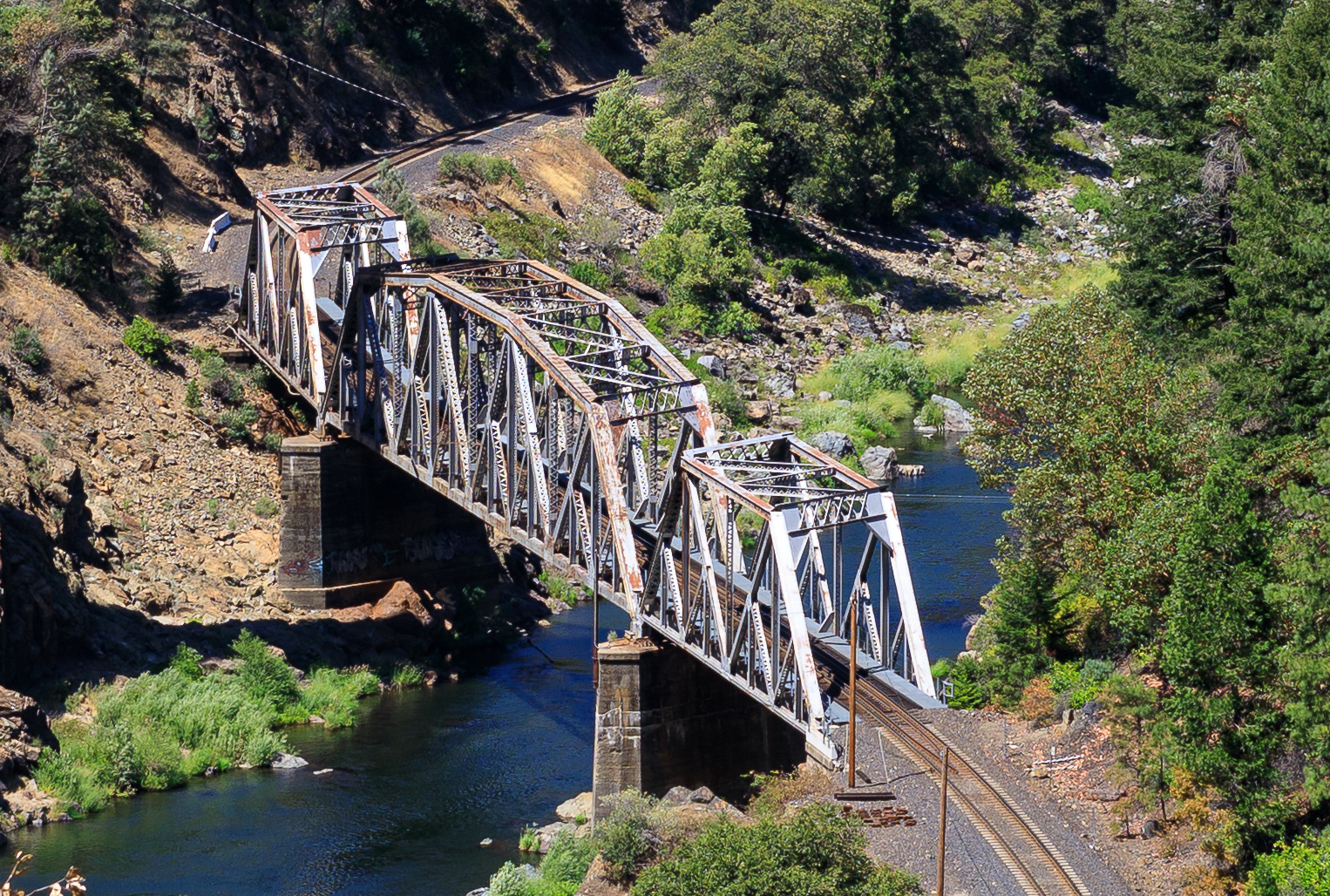
Die Eisenbahnbrücke von 1909 der Western Pacific (Blick nach Norden)

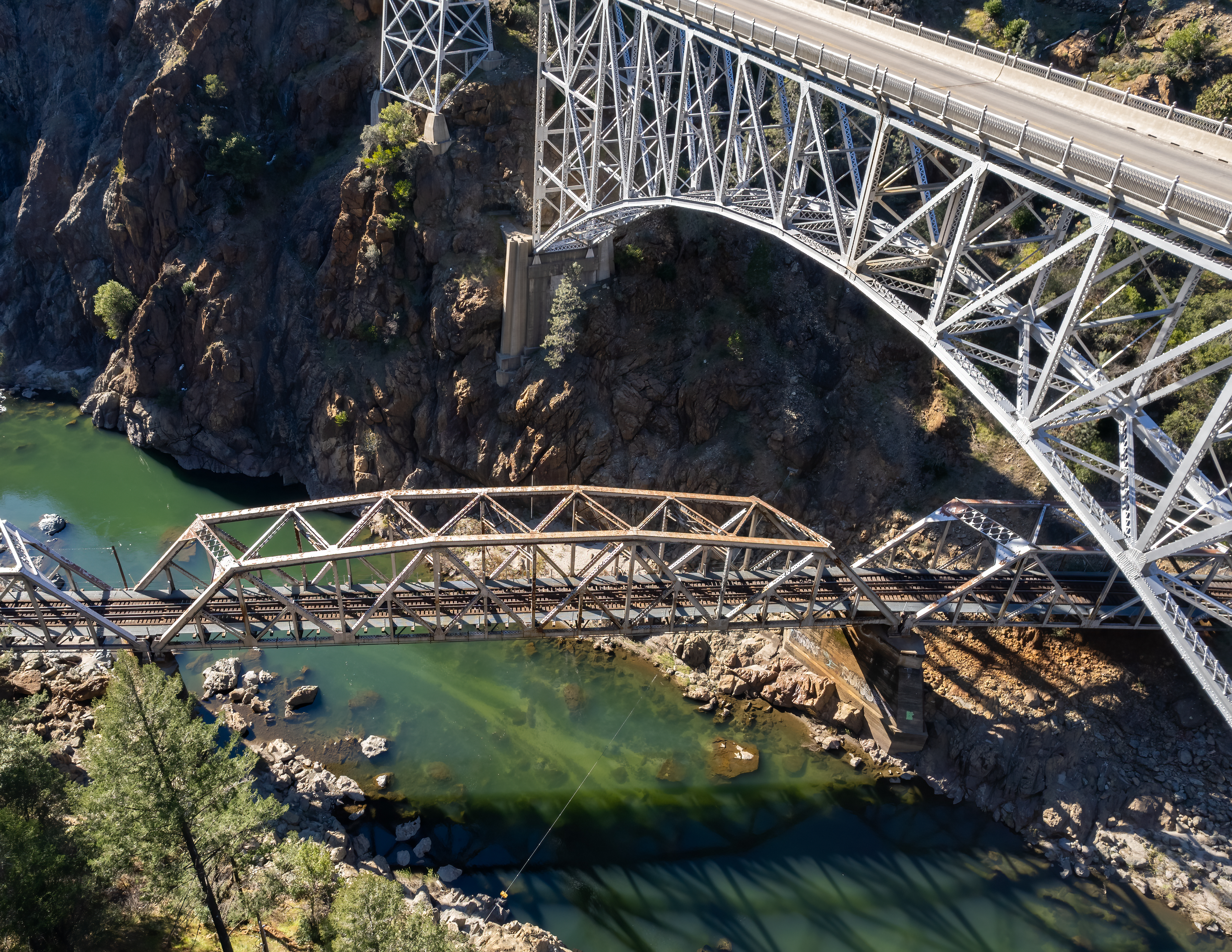
Der mittlere Fachwerkträger mit gebogenen Obergurt (Blick nach Westen)

Zwischen 1906 und 1909 baute die Western Pacific Railroad (WP) die etwa 1500 Kilometer lange Feather River Route zwischen Oakland und Salt Lake City, die in Kalifornien dem namensgebenden Feather River folgte und die Sierra Nevada über den Beckwourth Pass überquerte. Die Strecke war als Konkurrenz zur Overland Route der Southern Pacific Railroad (SP) konzipiert, die 1869 als Teil der ersten transkontinentalen Eisenbahnverbindung zwischen Kalifornien und den Siedlungsgebieten am Missouri River fertiggestellt wurde. Das Flusssystem des Feather Rivers wird durch die drei Arme North Fork, Middle Fork und West Fork gespeist, die alle in den Lake Oroville nahe der namensgebenden Stadt Oroville münden. Die Strecke der WP folgt ab hier dem North Fork Feather River und wechselt an einigen Stellen die Uferseite. So unter anderem in Pulga und Tobin, wo Ende der 1900er Jahre zwei von 13 Brücken auf der Strecke zwischen Oroville und dem Keddie Wye errichtet wurden.
Die eingleisige 137 m lange Fachwerkbrücke gliedert sich in drei Einfeldträger von 34 m, 68 m und 34 m Länge. Alle sind als spezielle Ständerfachwerke mit unten liegendem Gleis ausgeführt, wobei der mittlere Träger einen gebogenen Obergurt (Pennsylvania truss) und die beiden äußeren Träger einen geraden, zum Untergurt parallel verlaufenden Obergurt besitzen (Baltimore truss). Da die Brücke nicht senkrecht zum Flusslauf und damit die Brückenpfeiler nicht senkrecht zum Überbau stehen, besitzen die Träger zum Ausgleich Grundflächen in Form eines Parallelogramms; die obigen Längenangaben beziehen sich auf die Mittelachsen der Träger.
Im Jahr 1982 wurde die WP von der Union Pacific Railroad (UP) übernommen und die Brücke ist heute Teil der Canyon Subdivision der UP zwischen Oroville und Portola. Da die UP seit den 1970er Jahren ausschließlich Güterverkehr betreibt, verkehren nur noch selten Personenzüge über die Feather River Route, wie der gelegentlich auf seine ursprüngliche Strecke umgeleitete California Zephyr von Amtrak, der heute aber über die Overland Route verläuft.

## Straßenbrücke von 1932

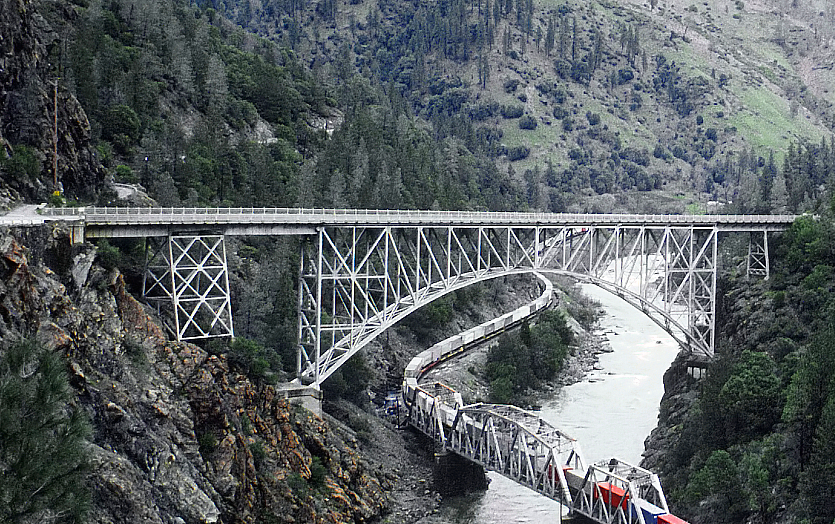
Oberhalb der Eisenbahnbrücke die Straßenbrücke der SR 70 von 1932 (Blick nach Norden)

Ab Ende der 1920er Jahre wurde mit dem Bau einer Straßenverbindung parallel zur Eisenbahnstrecke begonnen, die sie an mehreren Stellen kreuzte. Der Bau des Feather River Highway zwischen Oroville und Quincy dauerte bis 1937. Er beinhaltete eine Vielzahl von Brücken und drei Tunnel. In Pulga erforderte die Trassierung die Überquerung des North Fork Feather River direkt über der hier vorhandenen Eisenbahnbrücke, in 50 m Höhe über dem mittleren Hochwasserstand.
Das California Highways and Public Works wählte dazu eine Fachwerk-Bogenbrücke, bei der der Dreigelenkbogen mit der Fahrbahnebene durch das Fachwerk zu einer Spandrille ausgesteift ist. Die Ausschreibung für den Überbau ging im Dezember 1930 an die J. H. Pomeroy Company aus San Francisco, die Errichtung war 1932 abgeschlossen. Die Bogenbrücke hat eine Spannweite von 107 m und wird ergänzt durch Balkenbrücken aus Vollwandträgern von 38 m Länge auf der Ostseite und 62 m auf der Westseite, wobei letztere eine leichte Kurve nach Südwest beschreibt. Der Fahrbahnträger hat eine Breite von 7,3 m und bietet Platz für zwei Fahrstreifen.

Verlauf der SR 70 beginnend etwa 30 km nördlich von Sacramento bis zum Beckwourth Pass an der Ostgrenze von Kalifornien

Bis 1954 gehörte der Feather River Highway zur California Route 24 und wurde dann bis 1964 Teil des U.S. Highway 40 Alternate. Die Alternative Route zum US 40 entsprach dabei in Kalifornien und Nevada in etwa dem Verlauf der Feather River Route der Western Pacific und der US 40 der Overland Route der Southern Pacific (heutige Interstate 80). Die Bezeichnung California State Route 70 (SR 70) erhielt der Highway Mitte der 1960er Jahre im Zuge einer landesweiten Neunummerierung des Straßennetzes. Das durchschnittliche Verkehrsaufkommen über die Brücke lag 2009 bei täglich rund 1500 Fahrzeugen.